# Aardbeving Mexico 2017 (Chiapas)
Op 7 september 2017, rond kwart voor twaalf 's avonds lokale tijd, vond een zware zeebeving plaats in de Golf van Tehuantepec voor de kust van Chiapas, Mexico, op een diepte van 69,7 km. Volgens het Amerikaanse USGS had de beving een magnitude van 8,1. De Mexicaanse seismologische dienst heeft een magnitude van 8,2 opgemeten. Ook was een tsunamiwaarschuwing van kracht voor de omliggende kuststreken.
Er vielen 95-98 dodelijke slachtoffers. Er was grote materiële schade in Chiapas, Oaxaca, Tabasco en het noordwesten van buurland Guatemala.